# Tayıflı
Tayıflı är en ort i Azerbajdzjan.   Den ligger i distriktet Oğuz Rayonu, i den centrala delen av landet, 210 km väster om huvudstaden Baku. Tayıflı ligger 479 meter över havet och antalet invånare är 613.
Terrängen runt Tayıflı är platt åt sydväst, men åt nordost är den kuperad. Närmaste större samhälle är Oğuz, 8,2 km nordväst om Tayıflı. 
Trakten runt Tayıflı består till största delen av jordbruksmark. Runt Tayıflı är det ganska glesbefolkat, med 34 invånare per kvadratkilometer.